# عبد الوهاب الإنكليزي
عبد الوهاب الإنكليزي (1878-1916) ، زعيم وطني وسياسي سوري، وواحد من الذين أعدمهم جمال باشا في 06 أيار 1916 م.

عبد الوهاب الإنجليزي

## حياته الشخصية
هو ابن أحمد الإنكليزي، وتكنت الأسرة بالإنكليزي، لأن الجد الرابع كان عصبي المزاج، فكان يقال له (انك مثل البارود الإنكليزي) وغلبت الكنية عليه كما وقع لبعض الأسر في مثل هذه المناسبات.
ولد في قرية المليحة في غوطة دمشق سنة 1878م وتلقى دراسته في مدرسة الجقمقية الرشدية وكان رفاقه فيها الشهيد شكري العسلي وعبد القادر بك المؤيد العظم وذلك سنة 1892م، ثم ألغيت هذه المدرسة سنة 1893م، ونقل طلابها إلى الصفوف المعادلة لصفهم في مدرسة عنبر الاعدادية بدمشق وبقي يتنقل في كل سنة حتى وصل إلى الصف الرابع في سنة 1896م فذهب مع زميله شكري العسلي إلى إسطنبول ودخلا الصف الأول من القسم الاعدادي، وفي سنة 1899م تقدما إلى المسابقة وكان الإنكليزي الأول وفي فحص المسابقة على جميع الطلاب فدخلا المدرسة الملكية الشاهانية وتخرجا منها في سنة 1902م، حيث عينا في معية والي سورية حينئذ ناظم باشا لتمضية مدة التمرين وهي ثلاث سنوات على الشؤون الادارية.
وقد وردت ترجمته في كتاب ((المدرسة الملكية والملكيون)) الصفحة 467 بأن رقمه في المدرسة كان ((209)) وتخرج من الملكية بدرجة (علي الاعلى) وأثناء وجوده في معية الوالي عين مدرساً للأدب والإنشاء التركي في المدرسة الطبية التي أفتتحت في سورية علاوة على وظيفته، ويعتبر كاتبا أديبا من الطراز الأول في اللغة التركية.
وفي عام 1910م اقترن الشهيد بكريمة عبد الرزاق الإنكليزي، وانجب منها في عام 1913م ولداً هو عصام الإنكليزي.

#### نشاطه السياسي
عارض عبد الوهاب الإنكليزي سياسات السلطان عبد الحميد الثاني وأيد الانقلاب العسكري الذي قادته جمعية الاتحاد والترقي ضد العهد الحميدي في تموز 1908. كان الإنكليزي من أشد المتحمسين لاستعادة العمل بالدستور العثماني المعطل منذ عهد المشروطية الأولى في سبعينيات القرن التاسع عشر وتولى ترجمته إلى اللغة العربية. نظراً لموقفه المؤيد للانقلاب العثماني، جاء تعيينه قائماً على قضاء سروج سنة 1908 ثم على قضاء الباب التابع لولاية حلب. نقل بعدها مفتشاً في ولاية بيروت، ولكن علاقته مع قادة جمعية الاتحاد والترقي بدأت تتغير بسبب انتقاداته المتكررة لقمع الحريات، فوُضِع تحت المراقبة بطلب من جمال باشا، قائد الجيش الرابع في سورية ولبنان.

#### الاعتقال والإعدام
أمر جمال باشا باعتقال عبد الوهاب الإنكليزي وسوقه مخفوراً للمثول أمام الديوان الحربي في مدينة عاليه، بتهمة التخابر مع دول أجنبية لقلب نظام الحكم العثماني في سوري. حكم عليه بالإعدام ونُفِّذ الحكم بساحة المرجة بدمشق صباح يوم 6 أيار 1916.

#### تخليد ذكرى عبد الوهاب الإنكليزي
بعد سقوط الحكم العثماني سنة 1918 أطلق اسم عبد الوهاب الإنكليزي على مدرسة في قرية المليحة وعلى شارع رئيسي بدمشق وآخر في منطقة الأشرفية ببيروت. وقام رئيس الجمهورية شكري القوتلي بتعيين ابنه الوحيد عصام مديراً للبروتوكول في القصر الجمهوري بدمشق وأميناً عاماً بالوكالة في مرحلة الخمسينيات.

## حياته العملية
في سنة 1908 م عين قائماً على قضاء سروج، وفي سنة 1909 نقل إلى قضاء الباب التابع لولاية حلب، واظهر كفاءة ادارية ادهشت المراجع العليا، فقد قام بتحصيل أعشار الدولة المستحقة على الوجهاء الذين استحلوا أكلها، فكتب والي الولاية إلى وزير الداخلية بما قام به الشهيد من أعمال إدارية بارزة، فكتب وزير الداخلية اليه مباشرة كتابا بخطه يشكره على أعماله الجليلة التي أخبره بها الوالي ويهنئه على صدق العمل وحسن الإدارة، ومما قال له ((لو كان عند الدولة عشرة قوام مقام من عيارك، لعدت من ارقى حكومات العالم)) ووزير الداخلية يومئذ هو طلعت باشا الاتحادي المشهور.
فيما بعد استقال من قائم قامية الباب، وبدأ حياته السياسية وخاض غمارها طلبا لاستقلال بلاده فكان من رجالات العرب الاحرار الذين يشار لهم بالبنان في اخلاصه وصدقه وجرأته.
وبعد الحرب البلقانية عاد إلى الوظيفة الحكومية، فعين مفتشا للملكية، وكان يقوم بدعايات للقومية العربية مما أثار حفيظة الاتحاديين عليه.
ولما قام جمال باشا بسوق زعماء العرب وأحرارهم إلى الديوان العرفي بعالية خشي طلعت باشا على حياة الشهيد، لما يعرف عنه من ذكاء وصدق في خدمة الدولة، فاقترح عليه أن يفر إذا كان له شي يتذرع به لمحاكمته، فأبى، وكان ماخشيه طلعت باشا، فقد سيق الشهيد إلى الديوان وكان في عداد المتهمين.
نص قرار اتهامه والحكم بإعدامه:
«ولما كان كما اعترف هو بنفسه مخاصما للحكومة ببواعث الاحتراص، وكان من الذين دخلو في تشكيلات اللامركزية حسبما ادعاه وأيده رفيق رزق سلوم وسيف الدين الخطيب وغيرهما من باقي الشهود، وحضر لاجتماع الذي كان حصل لأجل إدارة امر القيام في الشام.»
وفي فجر يوم السبت السادس من شهر أيار سنة 1916م أعدم شنقاً في ساحة المرجة مع رفاق قافلة الشهداء الثانية.